# Neonida
Neonida is een geslacht van kreeftachtigen uit de klasse van de Malacostraca (hogere kreeftachtigen).

## Soort
- Neonida grandis Baba & de Saint Laurent, 1996